# Северная провинция (Руанда)
Северная провинция (руанда Intara y’Amajyaruguru, англ. Northern Province, фр. Province du Nord, суахили Mkoa wa Kaskazini) — одна из пяти провинций Руанды.

## История
Была создана в начале января 2006 как часть правительственной программы децентрализации, которая реорганизовала структуры местных органов власти страны. Административный центр — город Гичумби.
Северная провинция включает большинство территорий прежних регионов Рухенгери и Бьюмба, а также северные части Кигали-Нгали.

## Административное деление
Районы Северной провинции:
- Мусанзе (Musanze)
- Бурера (Burera)
- Гичумби (Gicumbi)
- Рулиндо (Rulindo)
- Гакенке (Gakenke)